# Colosseum II
Colosseum II je britská hudební skupina, která je pokračovatelem původní skupiny Colosseum. Skupina byla založena bubeníkem skupiny Colosseum Jonem Hisemanem v roce 1975, v nové sestavě hráli Don Airey, John Mole, Gary Moore a Mike Starrs. Stylově byla skupina orientována na jazz fusion.

## Sestava
- Don Airey - piano, Fender Rhodes, varhany Hammond, Minimoog, ARP Odyssey, Solina String Ensemble (1975-1977)
- Jon Hiseman - perkuse, bicí (1975-1977)
- Gary Moore - kytara, zpěv (1975-1977)
- John Mole - baskytara (1977)
- Neil Murray - baskytara (1975-1976)
- Mike Starrs - zpěv (1975-1976)

## Diskografie
- Strange New Flesh (1976)
- Electric Savage (1977)
- War Dance (1977)
- Variations (1978)